# تاریخ نپال
تاریخ نپال با تاریخچه شبه قاره وسیع هند و مناطق اطراف آن در هم تنیده‌است، مناطقی از جنوب آسیا و آسیای شرقی را شامل می‌شود.
این کشور یک کشور چند قومیتی، چند فرهنگی، چند مذهبی و چند زبانه است. زبان رایج در کشور زبان نپالی است و چند زبان قومی دیگر نیز صحبت می‌شود.
در ۱۷۶۸ حاکم شاهزاده‌نشین گورخا در غرب، دره کاتماندو را فتح کرد و دوره گسترشی را شروع نمود که با شکست خوردن از چینی‌ها در تبت (۱۷۹۲) و از بریتانیایی‌ها در هند (۱۸۱۶) پایان یافت. از ۱۸۴۶ تا ۱۹۵۰ خاندان رانا در مقام وزیران ارشد که پادشاهانی ضعیف بودند حکمرانی کردند. سیاست انزواطلبی آنان استقلال نپال را به قیمت توسعه نیافتن آن حفظ کرد.
رژیم پیش از ۱۹۵۰ از نظر ساختار سیاسی یک نظام اقتدارگرا بود که هیچ مخالفتی را از سوی گروه‌های قومی، فرهنگی و احزاب سیاسی نمی‌پذیرفت. نظم اجتماعی و هویت فرهنگی ملی از طریق تحمیل قوانین هندو برقرار می‌شد و حاکمان قدرت خود را از طریق قرار دادن همه گروه‌های نپال در یک چارچوب سلسله مراتبی از ساخت طبقاتی هندو استحکام می‌بخشیدند.
همزمان با سرنگونی رژیم رانا در سال ۱۹۵۰ نپال درهای خود را به روی دنیای خارج گشود و آماده پذیرش فرایند دمکراتیک شدن و مدرن‌سازی شد. اما این کشور نتوانست الگویی جدید از جامعه چند قومی ایجاد کند. با پیدایی دولت پانکایات در سال ۱۹۶۲، ساختارهای سیاسی و اجتماعی نپال، بیش از پیش بسته و متحجر شد. در این دولت، هیچ جایی برای فعالیت سیاسی و اپوزسیون وجود نداشت. اما در همین شرایط آئین قانونی جدید در سال ۱۹۶۴ به تصویب رسید. بر پایه این قانون همه در مقابل قانون برابر بودند و سامانه طبقاتی تضعیف می‌شد.
نپال در قرن بیستم و اوایل قرن بیست و یکم مبارزه برای دموکراسی را در بعضی مواقع تجربه کرد. در طول دهه ۱۹۹۰ و تا سال ۲۰۰۸، این کشور درگیر اعتراض‌های مدنی بود. در سال ۲۰۰۶ پیمان صلح امضا شد و انتخابات در همان سال برگزار شد. در رأی‌گیری تاریخی برای انتخاب مجلس مؤسسان، پارلمان نپال به عزل پادشاهی در ژوئن ۲۰۰۶ رای داد. نپال در ۲۸ مه ۲۰۰۸ به جمهوری فدرال بدل شد و رسماً به «جمهوری دموکراتیک فدرال نپال» تغییر نام داد که به سلسله شاه ۲۰۰ ساله کشور خاتمه داد.

## ریشه نام
در کتیبه ای از دوران لیچاوی که در تستونگ یافت شده‌است، به مردم محلی «نپال» گفته شده‌است. کارشناسان بر این عقیده اند که احتمالاً برخی یا همه ساکنان نپال در دوره باستان «نپال» خوانده می‌شدند، به این معنی که از کلمه «نپال» برای اشاره به سرزمین و جمعیت آن استفاده می‌شد.

## دوران نخستین

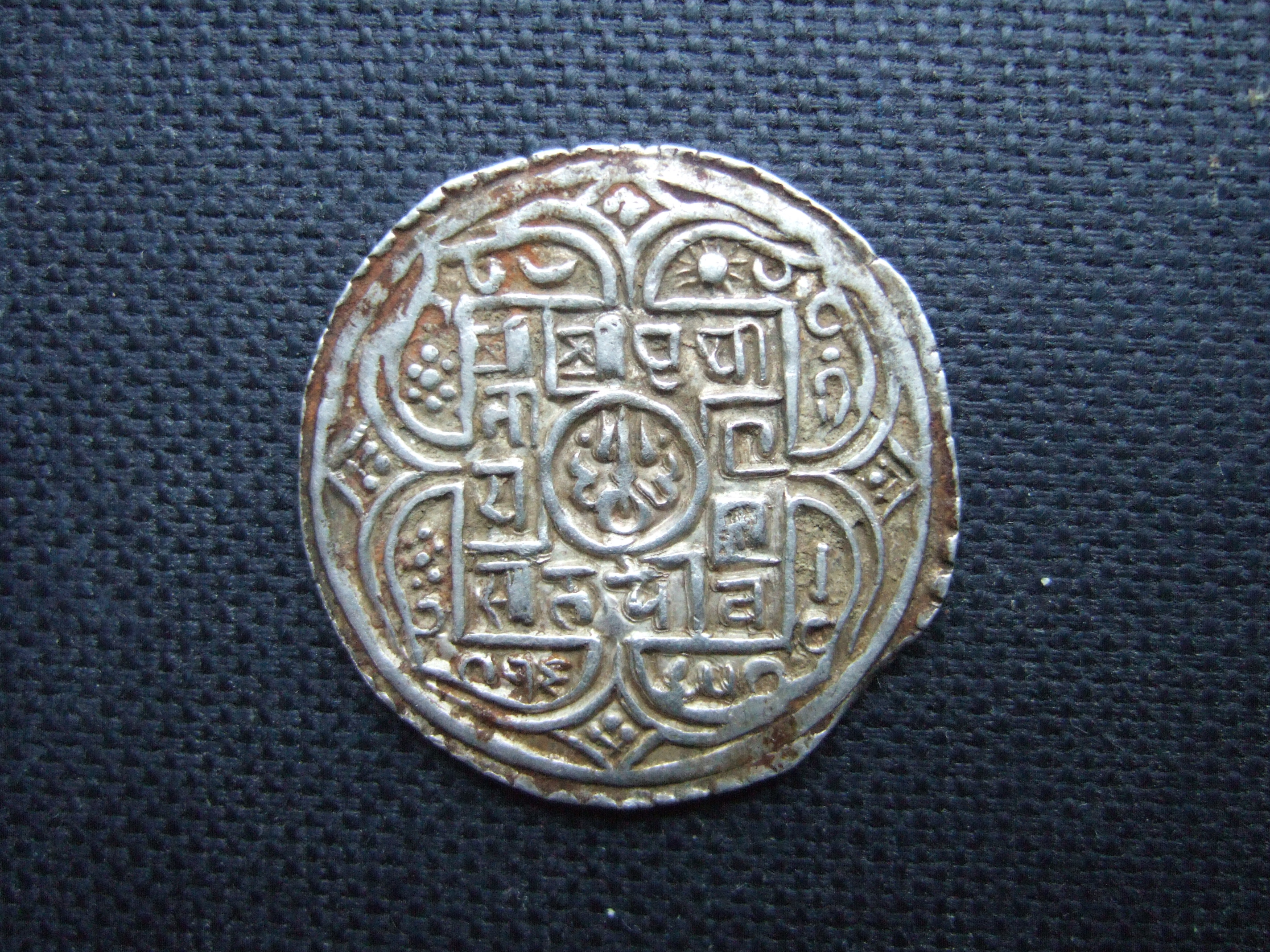
مهر پادشاه پریثوی نارایان شاه به تاریخ عصر ساکا ۱۶۸۵ (میلادی ۱۷۶۳)

### پیش از تاریخ
سایت ماقبل تاریخ از پارینه‌سنگی، میان‌سنگی و دوران نوسنگی در تپه‌های سیوالیک (Siwalik) منطقه دانگ کشف شده‌است. اعتقاد بر این است که نخستین ساکنان نپال و مناطق همجوار مدرن، افرادی از تمدن دره ایندوس هستند، اگرچه شواهد مشخصی برای حمایت از این تئوری وجود ندارد. تاروس، تبت- برمانس که به شدت با هندی‌ها در مناطق جنوبی آمیخته شده‌اند، بومیان منطقه ترای مرکزی نپال هستند.  اولین قبایل مستند شده در نپال قوم‌های کرات هستند که تقریباً ۲۵۰۰ سال پیش وارد نپال شدند و به دره کاتماندو نقل مکان کردند، پیش از آن که به عقب‌نشینی توسط مهاجران لیچواوا از هند مجبور شوند. سایر گروه‌های قومی با منشأ هند و آریایی بعداً از جنوب جلگه سند و گنگ در شمال هند به بخش جنوبی نپال مهاجرت کردند.

### افسانه‌ها و دوران باستان
در مورد تاریخ اولیه نپال، اطلاعات کمی وجود دارد، افسانه‌ها و منابع مستند به قرن ۳۰ قبل از میلاد می‌رسد:

## روابط با بریتانیا
هنگ سلطنتی تفنگ‌داران گورخا، یکی از واحدهای پیاده‌نظام ارتش بریتانیا است. این هنگ که از سربازان نپالی تشکیل شده، حدود ۲۰۰ سال است که در ارتش بریتانیا خدمت می‌کند.

## ماهندرا
تجربه‌ای کوتاه‌مدت از دموکراسی، تثبیت مجدد حکومت پادشاهی به دست ماهندرا (از ۱۹۵۲ تا ۱۹۷۲) را در پی داشت. ناآرامی همگانی و تظاهرات خشونت‌آمیز در طرفداری از دموکراسی، پادشاه را مجبور به اعطای قانون اساسی دموکراتیک کرد. پس از یک کشمکش طولانی، نپال توانست یک دولت دموکراتیک در آوریل ۱۹۹۰ تشکیل دهد. در مه ۱۹۹۱ انتخابات چندحزبی برگزار شد.

## مائوئیست‌ها
مائوئیست‌های نپال در سال ۱۹۹۴ از انشقاق در «حزب کمونیست نپال» شاخه «مرکز وحدت» پدید آمدند و تا نزدیک یک سال پس از تشکیل همچنان از نام «مرکز وحدت» استفاده می‌کردند تا این که در سال ۱۹۹۵ به‌طور رسمی به عنوان مائوئیست‌ها (یا آن طور که دولت مرکزی آن‌ها را خطاب می‌کرد شورشیان مائوئیست) شناخته شدند.
مائوئیست‌ها از ۱۳ فوریه ۱۹۹۶ دست به نبردهای چریکی در مناطق روستایی زدند که طی ۱۰ سال گذشته موجب کشته شدن ۱۳ هزار نفر در نپال شد.

## خاندان سلطنتی

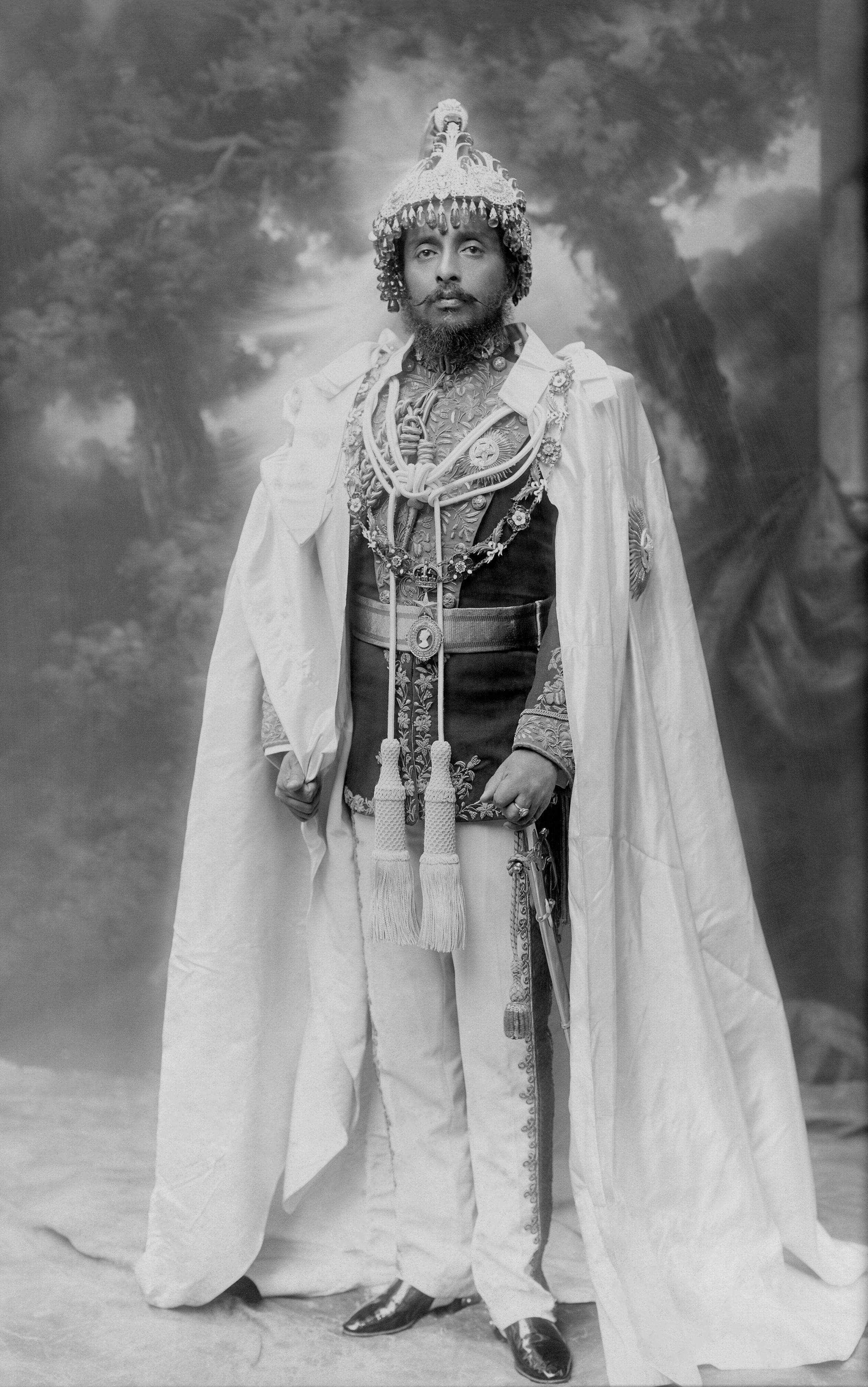
پرتره‌ای از چاندرا شومشر جنگ بهادر رانا در ردای نخست‌وزیر نپال. چاندرا بهادر ران عضو برجستهٔ دودمان سلطنتی رانا بود و از مُهره‌های کلیدی بریتانیا در نپال محسوب می‌شد. او نقش مهمی در عقد قرارداد ۱۹۲۳ نپال-بریتانیا (en) داشت.

خاندان سلطنتی نپال (که خاندان «شاه» نامیده می‌شوند) تا سال ۲۰۰۱ یکی از آرام‌ترین و باثبات‌ترین خاندان‌های سلطنتی جهان به‌شمار می‌رفت و «بیرندرا بیر بیکرام شاه دِو» که از سال ۱۹۷۱ تاجگذاری کرده بود محبوبیت قابل توجهی بین مردم نپال داشت تا روز اول ژوئن ۲۰۰۱ که طبق نظر رسمی «دیپندرا» ولیعهد نپال با تیراندازی به اعضای خاندان سلطنتی در سالن غذاخوری در کاخ سلطنتی کاتماندو همگی آن‌ها از جمله پدر خود را به قتل رساند. پس از مرگ «دیپندرا» در ۴ ژوئیه ۲۰۰۱ گیانندرا، عموی وی که نزدیک‌ترین شخص باقی‌مانده در خاندان سلطنتی به‌شمار می‌رفت به عنوان شاه نپال شناخته شد. گیانندرا نه محبوبیت برادر خود، بیرندرا را داشت و نه توانایی‌های او را و در همین حال شایعاتی دربارهٔ نقش او در قتل‌عام سایر اعضای خاندان سلطنتی موجب افزایش بیزاری عمومی از وی می‌شد. گیانندرا در اقدامی بی‌سابقه به جای تعیین شخص دیگری به عنوان نخست‌وزیر، در اول فوریه ۲۰۰۵ خود شخصاً تشکیل دولت داد و با اعلام این که دولت‌های غیرنظامی توان مقابله با تهدیدهای مائوئیست‌ها را ندارند اعلام حکومت نظامی‌کرده و چندین نفر از سیاستمداران بلندپایه نپالی را دستگیر کرد. در پی این اقدام احزاب اپوزیسیون داخل حکومت که سال‌ها موازنه سیاسی در پارلمان نپال را برقرار کرده بودند به هند گریخته و از آن‌جا زمینه‌های لازم برای سرنگونی حکومت گیانندرا را فراهم کردند.

## ائتلاف هفت حزب
ائتلاف بزرگ اپوزیسیون داخل حکومت نپال که «ائتلاف هفت حزب» خوانده می‌شود در اولین اقدام خود پس از خروج از نپال (و حاکمیت آن) در نخستین گام در اوایل سال ۲۰۰۶ قرار داد تفاهمی در ۱۲ ماده با مائوئیست‌ها امضا کرد که این آغاز ورود مائوئیست‌ها به عرصه فعالیت‌های مدنی سیاسی و پیروزی آن‌ها بود. این اتحاد تازه‌تأسیس توانست از اوایل آوریل ۲۰۰۶ اعتصابات عمومی و تظاهرات اعتراض‌آمیز را در سراسر نپال آغاز کند و این اقدام با چنان استقبال گسترده‌ای از سوی مردم مواجه شد که گفته می‌شود در تظاهرات روز ۲۱ آوریل ۲۰۰۶ در کاتماندو بیش از ۵۰۰ هزار نفر شرکت کرده بودند. این در حالی است که کل جمعیت پایتخت نپال اندکی از ۷۰۰ هزار نفر بیشتر است.

## جنبش دموکراسی

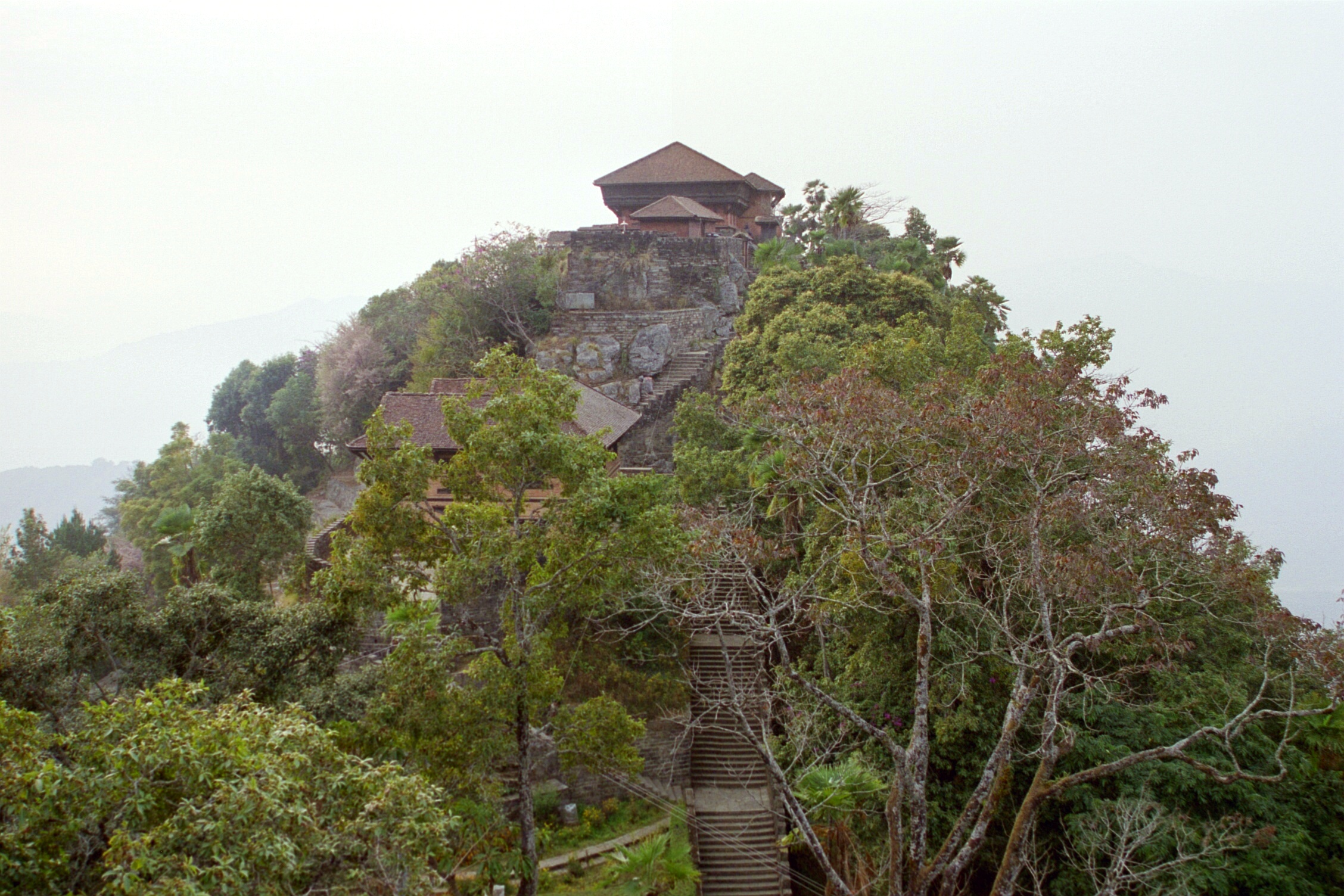
کاخ پادشاه در تپه ای در گورخا

به این ترتیب جنبش دموکراسی نپال که در زبان محلی (لوکتانترا آندولن) گفته می‌شود با بهره‌مندی از آتش‌بس موقت یک طرفه‌ای که مائوئیست‌ها در ۲۷ آوریل اعلام کردند، توانست در ماه مه به پیروزی قطعی برسد و بر اساس قانون ۱۸ مه مجلس باردیگر برقرار شده شرایطی به شاه تحمیل شد که از آن جمله تحویل فرماندهی تیپی ۹۰ هزار نفری از ارتش به مجلس، وضع مالیات بر اموال و درآمدهای خانواده سلطنتی، اعلام نپال به عنوان کشوری سکولار (و نه پادشاهی هندو) و عزل شاه از مقام فرماندهی ارتش بود.
در ادامه تحولات بعدی نپال دولت موقت و پارلمان انتقالی این کشور لغو نظام سلطنت در این کشور را در اواخر دسامبر ۲۰۰۷ تصویب کردند و به این ترتیب مائوئیست‌ها دیگر نیازی به از سرگیری شیوه‌های جنگ چریکی ندیدند چرا که اهداف رؤیایی آن‌ها بدون نیاز به درگیری نظامی نصیب‌شان شده بود.
در انتخابات ۱۰ آوریل سال ۲۰۰۸ مائوئیست‌ها برنده انتخابات مجلس مؤسسان نپال شدند. مجلس نپال در اوائل سال ۲۰۰۸ میلادی رسماً نظام پادشاهی چند صد ساله را در این کشور منحل و برقراری نظام جمهوری را تصویب کرد. «رام باران یاداو» که ازسوی حزب کنگره نپال حمایت می‌شود نخستین رئیس‌جمهوری نپال در تاریخ این کشور پس از چند قرن نظام پادشاهی بود و در ۲ مرداد ۱۳۸۷ سوگند یاد کرد.